# ASB Classic 2011
L'ASB Classic 2011 è stato un torneo di tennis giocato sul cemento. È stata la 28ª edizione del ASB Classic, che fa parte della categoria International nell'ambito del WTA Tour 2011.
Si è giocato all'ASB Tennis Centre di Auckland in Nuova Zelanda, dal 3 all'8 gennaio 2011.

## Partecipanti

### Teste di serie
| Giocatrice | Nazionalità          | Ranking* | Testa di serie |
| ---------- | -------------------- | -------- | -------------- |
| Russia     | Marija Šarapova      | 18       | 1              |
| Belgio     | Yanina Wickmayer     | 23       | 2              |
| Russia     | Svetlana Kuznecova   | 27       | 3              |
| Germania   | Julia Görges         | 40       | 4              |
| Lettonia   | Anastasija Sevastova | 45       | 5              |
| Giappone   | Kimiko Date Krumm    | 51       | 6              |
| Russia     | Elena Vesnina        | 52       | 7              |
| Svezia     | Sofia Arvidsson      | 53       | 8              |
| Spagna     | Carla Suárez Navarro | 57       | 9              |

- Ranking al 27 dicembre 2010.

### Altre partecipanti
Giocatrici passate dalle qualificazioni:
- Kateryna Bondarenko
- Marina Eraković
- Sacha Jones

Giocatrici passate dalle qualificazioni:

- Noppawan Lertcheewakarn
- Sabine Lisicki
- Florencia Molinero
- Heather Watson
- Alberta Brianti (lucky loser)

## Campionesse

### Singolare
Gréta Arn ha battuto in finale  Yanina Wickmayer per 6–3, 6–3.
- È il 1º titolo dell'anno per Gréta Arn, il 2° della sua carriera.

### Doppio
Květa Peschke /  Katarina Srebotnik hanno battuto in finale  Sofia Arvidsson /  Marina Eraković per 6–3, 6–0.